# Joseph MacRory
Joseph MacRory (Armagh, 19 marzo 1861 – Armagh, 13 ottobre 1945) è stato un cardinale e arcivescovo cattolico britannico.

## Biografia
Nacque ad Armagh il 19 marzo 1861 da Francis MacRory, contadino, e Rose Montague.
Nel 1915 fu nominato vescovo di Down e Connor.
Nel 1928 fu promosso arcivescovo di Armagh.
Papa Pio XI lo elevò al rango di cardinale nel concistoro del 16 dicembre 1929.
Ad ottobre 1934, il cardinale MacRory, in viaggio per l'Australia, benedisse la cappella provvisoria della Cattedrale di Maria Regina del Mondo di Porto Said, installata nella futura sacrestia.
Morì il 13 ottobre 1945 all'età di 84 anni.

## Genealogia episcopale e successione apostolica
La genealogia episcopale è:
- Cardinale Scipione Rebiba
- Cardinale Giulio Antonio Santori
- Cardinale Girolamo Bernerio, O.P.
- Arcivescovo Galeazzo Sanvitale
- Cardinale Ludovico Ludovisi
- Cardinale Luigi Caetani
- Cardinale Ulderico Carpegna
- Cardinale Paluzzo Paluzzi Altieri degli Albertoni
- Papa Benedetto XIII
- Papa Benedetto XIV
- Papa Clemente XIII
- Cardinale Giovanni Carlo Boschi
- Cardinale Bartolomeo Pacca
- Papa Gregorio XVI
- Cardinale Castruccio Castracane degli Antelminelli
- Cardinale Paul Cullen
- Arcivescovo Joseph Dixon
- Arcivescovo Daniel McGettigan
- Cardinale Michael Logue
- Cardinale Joseph MacRory

La successione apostolica è:
- Vescovo Thomas Mulvany (1929)
- Vescovo Daniel Mageean (1929)
- Vescovo Patrick Lyons (1937)
- Vescovo Neil Farren (1939)
- Arcivescovo John Charles McQuaid, C.S.Sp. (1940)
- Cardinale John Francis D'Alton (1942)
- Vescovo Eugene O'Callaghan (1943)